# Проклятието Бамбино
Проклятието Бамбино (англ. The Curse of the Bambino) е градска легенда, която дава „обяснение“ за слабите резултати и малшанса, който преследва американския бейзболен отбор „Бостън Ред Сокс“ от Мейджър Лийг Бейзбол.
За начало на проклятието се смята продажбата на легендарния бейзболист Бейб Рут на „Ню Йорк Янкис“ - кръвния враг на „Ред Сокс“, през 1920 г.
През 2004 г. „Бостън Ред Сокс“ побеждава „Янкис“ на финала и печели Световните серии по бейзбол след 86 години прекъсване и така слага край на проклятието.